# کاتالینا فلایر
کاتالینا فلایر (به انگلیسی: Catalina Flyer) یک کشتی است که طول آن ۳۶ متر (۱۱۸ فوت ۱ اینچ) می‌باشد.